# 金曜イチから
『金曜イチから』（きんようイチから）は、2017年（平成29年）3月17日から2018年（平成30年）3月16日までNHK総合の関東・甲信越ローカルで毎週金曜日の19:30 - 20:00に生放送されていた情報番組。33年に亘り続いた『特報首都圏』の後継にあたる。

## 概要
カフェのようなくつろいだ雰囲気の中、ニュースの真相から流行最前線まで、ゲストを交えて様々なテーマを扱う。松田については前番組、特報首都圏および松田が前任地で担当していた『四国羅針盤』など他エリアの番組と違ってカジュアルな服装で出演していた。
放送は関東・甲信越の各放送局での放送が基本だが、一部の県域放送局では別の番組を放送することもある。毎月最終金曜日の年間数回は『金曜eye』の後継で『金曜イチからスペシャル』として、20:43まで（通常より43分後拡大）の拡大版で放送していた。

## 出演者
- 松田利仁亜（まつだ・りにあ）（NHKアナウンサー、「四国羅針盤」より続投）
- 高橋みなみ（たかはし・みなみ）
- 春香クリスティーン（はるか・クリスティーン）
  - 高橋と春香は原則、隔週もしくは2週続けて出演する。

## 音楽
- 番組テーマ曲：有木竜郎「Friday's Magic」